# تسانو تسانو
تسانو تسانو (بلغاری: Цано Цанов؛ زادهٔ ۲۵ مارس ۱۹۴۹) بازیکن والیبال اهل بلغارستان است.